# Кравченко Павло Олександрович
Павло Олександрович Кравченко (нар. 24 жовтня 1957, м. Дніпропетровськ) — голова правління АТ «Запорізький завод феросплавів».

## Освіта
- 1979 — Харківське гвардійське вище танкове командне училище, спеціальність — інженер з експлуатації гусеничних і колісних машин.
- 2005 — Державний інститут підготовки та перепідготовки кадрів промисловості (Національна металургійна академія України), спеціальність — фахівець металургії чорних металів.

## Трудова діяльність
У 1975 р. вступив до військового училища м. Харкова, де був секретарем комсомольської організації підрозділу. У 1979 р. закінчив училище з червоним дипломом.
Службу розпочав у Групі радянських військ у Німеччині, м. Дрезден. Потім відбув в Далекосхідний військовий округ у м. Завітінськ, де служив в лінійних частинах і в штабі танкової дивізії в оперативному відділі.
У 1986 р. був нагороджений медаллю «За бойові заслуги» (за особливі заслуги) і медалями за бездоганну службу 2 і 3 ступеня.
За час служби в армії набув кваліфікацію майстра з водіння бойових машин 1 розряду з подолання смуги перешкод і 1 розряд з бігу.
Після звільнення зі Збройних Сил по скороченню, П.А.Кравченко переїхав в м. Дніпропетровськ і з 1992 р. почав свою трудову діяльність учнем на Дніпропетровському заводі «Червоний Профінтерн». У 1993 р. вступив на роботу в КБ «Приватбанк», працював начальником охорони, заступником начальника управління, начальником управління кадрів. Там же пройшов навчання у фахівців Великої Британії, Франції та Америки з питань менеджменту, управління персоналом, організації ефективних команд.
У 1996 р. звільнився з «Приватбанку», перейшовши до Орджонікідзевського гірничо-збагачувального комбінату, де займався реорганізацією ефективної роботи виробничого підприємства.
У 1998 р. очолив Марганецький гірничо-збагачувальний комбінат, з 2002 р. є головою правління ВАТ «Запорізький завод феросплавів».

## Суспільно-політична діяльність
- 2002–2006 — депутат Дніпропетровської обласної ради IV скликання.
- 2006–2010 — депутат Дніпропетровської обласної ради V скликання.
- З 2010 — депутат Дніпропетровської обласної ради VI скликання від політичної партії «Україна майбутнього». Член постійної комісії з питань зв'язків з об'єднаннями громадян і засобами масової інформації.

## Хобі
Туризм, активний відпочинок на природі, великий теніс.